# Out (manga)
Pour les articles homonymes, voir Out (homonymie).
Out (アウト, Auto) est un manga seinen écrit par Tatsuya Iguchi et illustré par Makoto Mizuta, prépublié dans le magazine Young Champion de l'éditeur Akita Shoten depuis juin 2012. La version française est éditée par Meian depuis le 26 juillet 2024.
Il s'agit d'une série dérivée de Drop et Drop OG, d'Hiroshi Shinagawa (scénario), Dai Suzuki et Hiroshi Takahashi (dessin), qui se concentre sur le personnage de Tatsuya Iguchi,.

## Synopsis
À 17 ans, Tatsuya Iguchi n'est pas un adolescent comme les autres puisqu'il vient d'être libéré de la maison d'arrêt de Nagano. Il bénéficie d'une seconde chance, à une seule condition :  il ne doit pas replonger. Déterminé à ne pas retourner en milieu carcéral, Tatsuya travaille dur dans le restaurant de sa tante mais, coincé entre plusieurs gangs de Tokyo, son passé risque de le rattraper...

## Personnages
- Tatsuya Iguchi (井口達也, Iguchi Tatsuya?)
- Yoshiki Tsurumaki (弦巻良樹, Tsurumaki Yoshiki?)
- Atsushi Tanzawa (丹沢 敦司, Tanzawa Atsushi?)
- Kenzō Shimohara (Shimohara Kenzō?)
- Jōsuke Minagawa (Minagawa Jōsuke?)
- Shūya Meguro (目黒修也, Meguro Shūya?)
- Abe Kaname (安部要, Kaname Abe?)
- Masaru Taguchi (田口勝, Taguchi Masaru?)
- Keigo Nagashima (長嶋圭吾, Nagashima Keigo?)
- Arashi Fukuyama (Fukuyama Arashi?)

## Liste des volumes

### Volumes 1 à 10
| no | Japonais         | Japonais          | Français         | Français          |
| no | Date de sortie   | ISBN              | Date de sortie   | ISBN              |
| --- | ---------------- | ----------------- | ---------------- | ----------------- |
| 1 | 8 novembre 2012  | 978-4-253-15116-0 | 26 juillet 2024  | 978-2-38503-426-9 |
| Liste des chapitres : - Chapitre 1 - Chapitre 2 - Chapitre 3 - Chapitre 4 - Chapitre 5 - Chapitre 6 - Chapitre 7 - Chapitre 8 - Chapitre 9                        |                  |                   |                  |                   |
| 2 | 8 mars 2013      | 978-4-253-15117-7 | 26 juillet 2024  | 978-2-38503-427-6 |
| Liste des chapitres : - Chapitre 10 - Chapitre 11 - Chapitre 12 - Chapitre 13 - Chapitre 14 - Chapitre 15 - Chapitre 16 - Chapitre 17 - Chapitre 18               |                  |                   |                  |                   |
| 3 | 20 août 2013     | 978-4-253-15118-4 | 26 juillet 2024  | 978-2-38503-428-3 |
| Liste des chapitres : - Chapitre 19 - Chapitre 20 - Chapitre 21 - Chapitre 22 - Chapitre 23 - Chapitre 24 - Chapitre 25 - Chapitre 26 - Chapitre 27               |                  |                   |                  |                   |
| 4 | 20 janvier 2014  | 978-4-253-15119-1 | 26 juillet 2024  | 978-2-38503-429-0 |
| Liste des chapitres : - Chapitre 28 - Chapitre 29 - Chapitre 30 - Chapitre 31 - Chapitre 32 - Chapitre 33 - Chapitre 34 - Chapitre 35 - Chapitre 36               |                  |                   |                  |                   |
| 5 | 20 mai 2014      | 978-4-253-15120-7 | 13 décembre 2024 | 978-2-38503-430-6 |
| Liste des chapitres : - Chapitre 37 - Chapitre 38 - Chapitre 39 - Chapitre 40 - Chapitre 41 - Chapitre 42 - Chapitre 43 - Chapitre 44 - Chapitre 45 - Chapitre 46 |                  |                   |                  |                   |
| 6 | 20 novembre 2014 | 978-4-253-15121-4 | 13 décembre 2024 | 978-2-38503-431-3 |
| Liste des chapitres : - Chapitre 47 - Chapitre 48 - Chapitre 49 - Chapitre 50 - Chapitre 51 - Chapitre 52 - Chapitre 53 - Chapitre 54 - Chapitre 55               |                  |                   |                  |                   |
| 7 | 20 mai 2015      | 978-4-253-15122-1 | 13 décembre 2024 | 978-2-38503-432-0 |
| Liste des chapitres : - Chapitre 56 - Chapitre 57 - Chapitre 58 - Chapitre 59 - Chapitre 60 - Chapitre 61 - Chapitre 62 - Chapitre 63 - Chapitre 64               |                  |                   |                  |                   |
| 8 | 17 juillet 2015  | 978-4-253-15123-8 | 13 décembre 2024 | 978-2-38503-433-7 |
| Liste des chapitres : - Chapitre 65 - Chapitre 66 - Chapitre 67 - Chapitre 68 - Chapitre 69 - Chapitre 70 - Chapitre 71 - Chapitre 72 - Chapitre 73               |                  |                   |                  |                   |
| 9 | 18 décembre 2015 | 978-4-253-15124-5 | 21 mars 2025     | 978-2-38503-434-4 |
| Liste des chapitres : - Chapitre 74 - Chapitre 75 - Chapitre 76 - Chapitre 77 - Chapitre 78 - Chapitre 79 - Chapitre 80 - Chapitre 81 - Chapitre 82               |                  |                   |                  |                   |
| 10 | 20 mai 2016      | 978-4-253-15125-2 | 21 mars 2025     | 978-2-38503-435-1 |
| Liste des chapitres : - Chapitre 83 - Chapitre 84 - Chapitre 85 - Chapitre 86 - Chapitre 87 - Chapitre 88 - Chapitre 89 - Chapitre 90 - Chapitre 91               |                  |                   |                  |                   |

### Volumes 11 à 20
| no | Japonais         | Japonais          | Français       | Français          |
| no | Date de sortie   | ISBN              | Date de sortie | ISBN              |
| --- | ---------------- | ----------------- | -------------- | ----------------- |
| 11 | 18 novembre 2016 | 978-4-253-14171-0 | 21 mars 2025   | 978-2-38503-436-8 |
| Liste des chapitres : - Chapitre 92 - Chapitre 93 - Chapitre 94 - Chapitre 95 - Chapitre 96 - Chapitre 97 - Chapitre 98 - Chapitre 99 - Chapitre 100 - Chapitre 101         |                  |                   |                |                   |
| 12 | 19 mai 2017      | 978-4-253-14172-7 | 21 mars 2025   | 978-2-38503-437-5 |
| Liste des chapitres : - Chapitre 102 - Chapitre 103 - Chapitre 104 - Chapitre 105 - Chapitre 106 - Chapitre 107 - Chapitre 108 - Chapitre 109 - Chapitre 110                |                  |                   |                |                   |
| 13 | 20 octobre 2017  | 978-4-253-14173-4 | 30 mai 2025    | 978-2-38503-438-2 |
| Liste des chapitres : - Chapitre 111 - Chapitre 112 - Chapitre 113 - Chapitre 114 - Chapitre 115 - Chapitre 116 - Chapitre 117 - Chapitre 118 - Chapitre 119                |                  |                   |                |                   |
| 14 | 19 mars 2018     | 978-4-253-14174-1 | 30 mai 2025    | 978-2-38503-439-9 |
| Liste des chapitres : - Chapitre 120 - Chapitre 121 - Chapitre 122 - Chapitre 123 - Chapitre 124 - Chapitre 125 - Chapitre 126 - Chapitre 127 - Chapitre 128 - Chapitre 129 |                  |                   |                |                   |
| 15 | 20 août 2018     | 978-4-253-14175-8 | 30 mai 2025    | 978-2-38503-440-5 |
| Liste des chapitres : - Chapitre 130 - Chapitre 131 - Chapitre 132 - Chapitre 133 - Chapitre 134 - Chapitre 135 - Chapitre 136 - Chapitre 137 - Chapitre 138 - Chapitre 139 |                  |                   |                |                   |
| 16 | 20 février 2019  | 978-4-253-14176-5 | 30 mai 2025    | 978-2-38503-441-2 |
| Liste des chapitres : - Chapitre 140 - Chapitre 141 - Chapitre 142 - Chapitre 143 - Chapitre 144 - Chapitre 145 - Chapitre 146 - Chapitre 147 - Chapitre 148 - Chapitre 149 |                  |                   |                |                   |
| 17 | 20 août 2019     | 978-4-253-14177-2 |                |                   |
| 18 | 20 janvier 2020  | 978-4-253-14178-9 |                |                   |
| 19 | 20 juillet 2020  | 978-4-253-14179-6 |                |                   |
| 20 | 19 février 2021  | 978-4-253-14180-2 |                |                   |

### Volumes 21 à aujourd'hui
| no | Japonais        | Japonais          | Français       | Français |
| no | Date de sortie  | ISBN              | Date de sortie | ISBN     |
| -- | --------------- | ----------------- | -------------- | -------- |
| 21 | 18 juin 2021    | 978-4-253-30501-3 |                |          |
| 22 | 18 février 2022 | 978-4-253-30502-0 |                |          |
| 23 | 20 octobre 2022 | 978-4-253-30503-7 |                |          |
| 24 | 20 juin 2023    | 978-4-253-30504-4 |                |          |
| 25 | 19 octobre 2023 | 978-4-253-30505-1 |                |          |
| 26 | 19 juin 2024    | 978-4-253-30506-8 |                |          |
| 27 | 19 février 2025 | 978-4-253-30507-5 |                |          |
| 28 | 20 octobre 2025 | 978-4-253-00468-8 |                |          |

## Accueil
En septembre 2023, la série comptabilise 6,5 millions d'exemplaires vendus dans le monde.

## Adaptation
Une adaptation en prise de vues réelles est annoncée en octobre 2022. Le film est écrit et réalisé par Hiroshi Shinagawa (auteur des œuvres d'origine : Drop et Drop OG) et met à l'affiche Yuki Kura, Kotaro Daigo (en) et Koshi Mizukami (en). Le thème musical, intitulé Hideout, est composé par le groupe JO1 (en). Il est diffusé dans les cinémas japonais le 17 novembre 2023,.